# Адамс, Джон Джексон
Джон Джексон Адамс, 1-й барон Адамс (англ. John Adams, 1st Baron Adams;	12 октября 1890, Арлекдон, Камберленд, Камбрия, Англия — 23 августа 1960) — британский политический деятель, пэр графства Камберленд.

## Биография
Родился 12 октября 1890 года в деревне Арлекдон, и был седьмым сыном в семье из девяти сыновей и трёх дочерей Томаса Адамса и его жены Мэри Боунесс. Получил образование в муниципальной школе Арлекдона. В 1904 году эмигрировал в Новую Зеландию, но в 1914 году вернулся в Арлекдон.
С 1914 по 1919 год занимался местной политикой. В 1919 году был избран председателем прихода Арлекдон и Фризингтон. В 1921 году стал генеральным секретарём Профсоюза заводских инженеров в городе Уоркингтон. В 1922 году возглавил местный округ здравоохранения, где при нём детская смертность снизилась на 60 %. С 1923 по 1931 год был членом городского совета Уоркингтона, а затем занимал пост олдермена округа до 1934 года.
Последствия Великой депрессии в Западном Камберленде были серьёзными, и в соответствии с Законом об особых территориях 1934 года он был объявлен «особой территорией». В 1935 году Адамс стал секретарём нового Совета по развитию Камберленда. Заручившись поддержкой консерваторов и беспартийных, он инициировал реформы в горнодобывающей промышленности. В результате уровень безработицы в регионе снизился более чем на 50 %. Благодаря умению привлекать к работе как партийных представителей, так и независимых деятелей, Адамс сыграл ключевую роль в восстановлении экономики Камберленда.
В 1944 году Адамс был награждён Орденом Британской Империи. С 1944 по 1948 год он занимал пост заместителя регионального контролёра Совета по торговле субрегиона Камберленд и Уэстморленд. В 1949 году получил титул пэра графства Камберленд.
В 1959 году вышел на пенсию. Скончался 23 августа 1960 года.

## Семья
В 1914 году женился на Агнес Джейн Бирни. Их единственный сын, Томас Адамс (род. 1923), умер в младенчестве. Поскольку у Адамса не было наследников мужского пола, титул исчез после его смерти 23 августа 1960 года.